# The Devil's Hour
The Devil's Hour (bra: A Hora do Diabo) é uma série de televisão britânica de drama e suspense criada por Tom Moran e com produção executiva de Steven Moffat por meio de sua produtora Hartswood Films. A série consiste em duas temporadas, a primeira de seis episódios, e a segunda de cinco episódios, e estreou em 28 de outubro de 2022 no Amazon Prime Video. Já foi renovada para uma terceira temporada.

## Enredo
A assistente social Lucy acorda todas as noites às 3h33 – a hora do diabo – devido a pesadelos. A mulher cuida sozinha do filho Isaac, um menino de oito anos que nunca demonstra qualquer emoção, quando acaba se encontrando no meio de uma investigação policial ao descobrir que um criminoso misterioso está em seu encalço.

## Elenco
- Jessica Raine como Lucy Chambers
- Peter Capaldi como Gideon Shepherd
- Nikesh Patel como DI Ravi Dhillon
- Alex Ferns como DS Nick Holness
- Meera Syal como Dr Ruby Bennett
- Barbara Marten como Sylvia Chambers
- Phil Dunster como Mike Stevens
- Benjamin Chivers como Isaac Stevens

## Recepção
No Rotten Tomatoes, a série detém um índice de 95% de aprovação, com base em 19 críticas, com uma nota média de 7,1/10. No Metacritic tem uma pontuação de 71 com base em avaliações de 5 avaliações, indicando "críticas geralmente favoráveis".
Lucy Mangan do The Guardian deu ao primeiro episódio quatro de cinco estrelas, elogiando as atuações de Raine e Capaldi. Amanda Whiting do The Independent deu aos dois primeiros episódios quatro de cinco estrelas, apelidando-os de "assombrosos". Jasper Rees, do The Daily Telegraph, deu-lhe três estrelas, observando que "Certamente há prazer no desfecho e na transformação multiforme de Raine como a figura presa em um mistério de terror. Mas alguns podem achar que a gratificação é adiada de maneira muito provocativa".
Martin Carr, do Radio Times, também deu três estrelas, afirmando: "A Hora do Diabo não consegue juntar de forma concisa todas as peças do quebra-cabeça e satisfazê-lo. Há uma sensação de pia de cozinha na construção, o que pode fazer o público pensar duas vezes antes de investir algo valioso tempo nesta premissa complicada".

## Prêmios e indicações
| Ano  | Prêmio                        | Categoria              | Indicado         | Resultado |
| 2023 | 51º Emmy International Awards | Melhor Série Dramática | The Devil's Hour | Indicado  |